# Denys Jerszow
Denys Serhijowycz Jerszow (ukr. Денис Сергійович Єршов; ur. 25 marca 1983 w Odessie) – ukraiński piłkarz, grający na pozycji bramkarza.

## Kariera piłkarska

### Kariera klubowa
Wychowanek klubu Czornomoreć Odessa, barwy którego bronił w juniorskich mistrzostwach Ukrainy (DJuFL). W 2000 rozpoczął karierę piłkarską w Czornomorcu, ale występował tylko w drugiej drużynie klubu. W 2002 występował w amatorskim zespole Łasunia Odessa. W 2003 przeszedł do MFK Mikołajów, skąd w maju został wypożyczony do klubu Olimpija FK AES Jużnoukraińsk. Od 2004 bronił barw mołdawskiego zespołu Nistru Otaci. Latem 2008 roku powrócił do Ukrainy, gdzie został piłkarzem Illicziwca Mariupol, ale przez wysoką konkurencję występował w drużynie młodzieżowej (22 mecze, -25 bramek). Latem 2009 jako wolny agent przeniósł się do Prykarpattia Iwano-Frankowsk. Podczas przerwy zimowej sezonu 2009/10 przeszedł do uzbeckiego FK Olmaliq.

## Sukcesy

### Sukcesy klubowe
- wicemistrz Mołdawii: 2003/04, 2004/05
- brązowy medalista Mistrzostw Mołdawii: 2006/07, 2007/08
- zdobywca Pucharu Mołdawii: 2004/05
- finalista Pucharu Mołdawii: 2005/06, 2006/07, 2007/08